# Sylvicola neozelandicus
Sylvicola neozelandicus är en tvåvingeart som först beskrevs av Ignaz Rudolph Schiner 1868.  Sylvicola neozelandicus ingår i släktet Sylvicola och familjen fönstermyggor. Inga underarter finns listade i Catalogue of Life.